# Best of Nollywood Awards
Les Best of Nollywood Awards (abrégés : BON Awards) sont un événement cinématographique annuel présenté par Best of Nollywood Magazine qui honore les réalisations exceptionnelles de l'industrie cinématographique nigériane. 

## Histoire
La première édition a eu lieu le 6 décembre 2009, à Ikeja au Nigeria.
La 7e édition (en) s'est tenue le 13 décembre 2015 à l'Ultra Modern Dome dans l'État d'Ondo. Cette édition était présentée par l'actrice Bimbo Akintola et l'acteur Gideon Okeke (en).

## Cérémonies
- 1re édition (2009) (en)
- 2de édition (2010) (en)
- 3e édition (2011) (en)
- 4e édition (2012) (en)
- 5e édition (2013) (en)
- 6e édition (2014) (en)
- 7e édition (2015) (en)
- 8e édition (2016) (en)
- 9e édition (2017) (en)
- 10e édition (2018) (en)
- 11e édition (2019) (en)
- 12e édition (2020) (en)
- 13e édition (2021) (en)
- 14e édition (2022) (en)

### Source de la traduction
- (en) Cet article est partiellement ou en totalité issu de l’article de Wikipédia en anglais intitulé « Best of Nollywood Awards » (voir la liste des auteurs).